# 劉世振
劉 世振（りゅう せしん、1977年7月28日 - ）は、中国の囲碁棋士。上海市出身、中国囲棋協会所属、七段。新人王戦優勝、NEC杯囲棋賽準優勝2回など。

## 経歴
6歳で囲碁を覚え、1988年に上海囲棋隊入り、1992年14歳で国家少年囲棋隊入り。1992年入段。1996年、99年新人王戦ベスト4。1997年に聶衛平門下となる。同年全国囲棋団体戦に上海チームで出場し優勝、98、99年準優勝。2000年新人王戦優勝、中韓新人王対抗戦で李相勲に2-0で勝利。同年六段。2002年NEC杯囲棋賽決勝で常昊に敗れ準優勝。2003年全国囲棋個人戦3位。2004年天元戦ベスト4、名人戦ベスト8。2005年名人戦ベスト4、阿含・桐山杯中国囲棋快棋公開戦ベスト4。2006年LG杯世界棋王戦出場。2007年天元戦挑戦者となり、古力天元に1-2で敗れる。同年七段。
中国囲棋甲級リーグでは1999年から上海チームなどで出場、2003年には15勝7敗で勝数6位。中国棋士ランキングでは2005年15位。2008年全国女子団体戦で上海棋院チーム監督。2009年乙級リーグでは上海建橋チーム監督。

### タイトル歴
- 中韓新人王対抗戦 2000年 2-0 李相勲
- 新人王戦 2000年

### その他の棋歴
- NEC杯囲棋賽 準優勝 2002、06年
- 天元戦 挑戦者 2007年
- 中国囲棋甲級リーグ戦
  - 1999年（上海時代巨盛）
  - 2000年（福建紅古田）
  - 2001年（上海移動通信）
  - 2002年（上海移動通信）
  - 2002年（上海移動通信）
  - 2003年（上海移動通信）15-7
  - 2004年（上海移動通信）12-9
  - 2005年（上海移動）
  - 2006年（上海移動通信）
  - 2007年（中国移動上海）2-5
  - 2008年（中国移動上海）
  - 2009年（中国移動上海）0-4